# ロミオマシーン
ロミオマシーンは、日本のインディーズロックバンド。

## 概要
2004年4月に大森俊治を中心として結成。バンド名の由来は『大森俊治の歌声でリスナーの心の真心(ましん)を貫く』という意味で、大森をローマ字にしたOMORIを並べ替えてROMIO、真心を英語風にもじったMACHINEの二つの英単語を組み合わせてROMIO MACHINEとなっている。大森が英語に非常に弱く(詳しくは大森俊治の項を参照)MACHINEのスペルがわからないためロミオマシーンとカタカナで表記されることが一般的である。
大森と宗が共通の知り合いであるメンバーをクビにし代わりに前畑が加入。元々はキーボードを含めた男性5人組バンドだった。
「聴かせるロック」という方針を掲げ独自路線を歩むという思いから目標とするアーティストは特になし、逆に周りから目標にされるようなバンドになりたいとメンバーは語っている。「聴いて意味がわからない歌詞では意味がない」と歌詞に外国語を使わないのも特徴であるが大森が英語を苦手としている事も大きな要因である。6月30日(ロミオの日)とクリスマス前後に劇団イナダ組の川井"J"竜輔を加えて行われるロミオマシーンJのライブが恒例行事となっている。また、結成してすぐにTEAM NACSの佐藤重幸の演劇ユニット・ロックメンの公演『アルプス』に楽曲提供。アルバム『630』に収録されたものとは違う本家バージョンがサウンドトラック集に収録されていて、コーラスには佐藤や川井"J"竜輔も参加している。ちなみにロックメンのために大森が書き下ろした曲が別にあったが、劇団のイメージに合わなかったため（アレンジが上手くいかなかったという説もある）、大森が高校時代に親友のことを歌った曲の歌詞を変えてアレンジしたものに差し替えられた。差し替え前の楽曲は大幅な歌詞変更とアレンジにより、「吉原トリップ」としてセカンドアルバム『ロミオーガリズム』に収録されている。このCDは結成間もないころのライブやイベント・ロックメンの公演などの際に販売されていて、現在CDショップには出回っていない。サウンドトラック内でバンド演奏されているのは、ボーカル抜きの『雷音』と『ロックメンのテーマ』のみ。他数曲は当時のキーボードがパソコンで作った音源である。
2007年にはシングル『カンフードラゴン』が北海道のCDショップチェーン玉光堂インディーズチャート6週連続1位、他にもアルバイト北海道が企画した道内インディーズアーティスト応援企画『オトキタ07』のコンピレーションアルバムに参加。

## メンバー
大森俊治（おおもり しゅんじ）ボーカル
- 1978年2月10日生まれ。血液型：A型。北海道江別市出身。

前畑利光（まえはた としみつ）ギター
- 1978年10月28日生まれ。旭川出身。血液型：O型。
- リラックマ好き。現在、草野球チーム「前畑ナンゴーズ」の監督兼選手として奮闘中
- 大森とのつき合いは長く「5年一緒にいると(大森の人間性について)諦める」と語っている。
- 新札幌のカラオケ店で「ロミオマシーン ギター」というネームプレートを付けて働いている所を目撃されている。

宗（むね）ドラム
- 宇宙世紀0079年7月15日生まれ。血液型：A型。
- 中学入学間もなくドラムを始め、高校入学後STARRY EYES結成。
- psyec、零裸、MEDICINE WHEELに参加。
- ロミオマシーンに誘われるまで大森俊治の名前は何となくでしか知らなかったと語っている。
- 音楽の知識と技量に優れ「ロミオマシーンの音の要」。バンマスを勤める。
- かなりのガンダム好きで特にガンプラを作るのが趣味。
- スター・ウォーズ、ゴジラ、ケロロ軍曹、リラックマなどが好きである。

Rz（ろーじー）ベース
- 1983年5月17日生まれ。血液型：O型。

## 作品

### シングル
- カンフードラゴン（4th Maxi/2007年2月6日）
  1. カンフードラゴン
    - HBCラジオ2007年1月推薦曲

  2. ひなげしとブリキ
- あなたと共に歩み生きる為だけの詩（5th Maxi/2007年10月6日）
  1. あなたと共に歩み生きる為だけの詩
  2. カスタムストレンジャー
- そうだJ（ロミオマシーンJ名義：劇団イナダ組の川井"J"竜輔とのスペシャルバンド）
  1. そうだJ

### アルバム
- 630（1st Full/2006年2月10日）
  1. INAZUMAN ～イナズマン～
  2. Melt
  3. ROREN
  4. リリアン
  5. メリンダ
  6. キャンディ
  7. バナナMAN
  8. ROCK STAR
  9. 侍
  10. Beautiful Day
  11. ロックメンのテーマ2005（ボーナストラック）
    - 佐藤重幸（現・戸次重幸）主宰の演劇ユニットロックメンのテーマ曲

- ロミオーガRHYTHM（2nd Full）
  1. 俺の手を決して離すな
  2. カンフードラゴン！！
  3. カンザスから西へ
  4. 蛍
  5. フラッシュバックドロップ
  6. 吉原トリップ
  7. スパイダー
  8. 闘え！サラリーマン！！
  9. ホホヲヨセタ
  10. INAZUMAN改

## 出演
大森俊治単独の出演番組については、こちらを参照。

### ラジオ
- 真心魂（FMドラマシティ）第1・第3日曜日20:00～21:00（生放送、インターネットでの聴取可能）
- ギベッ（FM白石、毎週日曜日22:00～23:00 前畑、Rzのみ出演 インターネットでの聴取可能）
- カーナビラジオ午後一番（HBCラジオ）毎週月〜金曜日12:00〜16:00（レポーターとして出演）

### CM
- アルバイト北海道 (テレビ、ラジオ/北海道アルバイト情報社)